# Starowojtowe
Starowojtowe (ukrainisch Старово́йтове; russisch Старовойтово Starowoitowo) ist ein Dorf im Westen der ukrainischen Oblast Wolyn an der Grenze zwischen Polen und der Ukraine mit etwa 200 Einwohnern (2006).

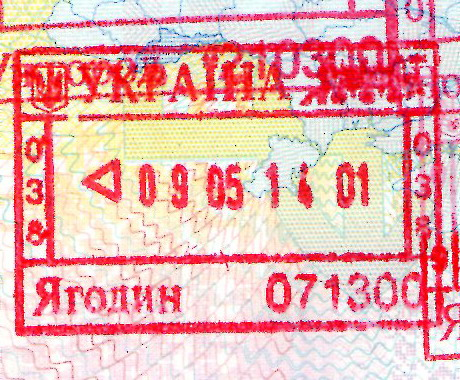
Stempel der Grenzübergangsstation Jahodyn

Das 1968 auf dem Gebiet des ehemaligen polnischen Dorfes Wilczy Przewóz/Вовчий Перевіз (Wowtschyj Perewis) bzw. dessen Ortsteil Nowiny gegründete Dorf liegt an der Fernstraße M 07/ E 373 am Grenzübergang Jahodyn (Ягодин) nach Polen und der EU.
Das ehemalige Rajonzentrum Ljuboml liegt 18 km, Kowel 64 km östlich und die polnische Stadt Chelm liegt 29 km westlich des Dorfes.
Am 18. Juli 2017 wurde das Dorf ein Teil der neugegründeten Landgemeinde Riwne (ukrainisch Рівненська сільська громада/Riwnenska silska hromada), bis dahin gehörte das Dorf zur Landratsgemeinde Riwne im Rajon Ljuboml.
Am 17. Juli 2020 wurde der Ort Teil des Rajons Kowel.